# Costești, Gorj
Costești este un sat în comuna Aninoasa din județul Gorj, Oltenia, România. Este așezată de-a lungul pârâului Groserea, într-o vale a piemontului getic, cu dealuri împădurite.
 Acest articol despre o localitate din județul Gorj este deocamdată un ciot. Puteți ajuta Wikipedia prin completarea lui.